# Miguel Ángel Lotina Oruechebarría
Miguel Ángel Lotina Oruechebarría (Meñaka, Biscaia, 18 de juny de 1957) és un exfutbolista i entrenador de futbol basc.
Després d'entrenar amb èxit equips com el CD Logroñés, el CD Numancia, el CA Osasuna o el Celta de Vigo, l'any 2004 fitxà pel RCD Espanyol, club on hi romangué dues temporades i guanyà una Copa del Rei, l'any 2006. Posteriorment, va fitxar per la Reial Societat, i la següent temporada va ser contractat com a primer entrenador del Deportivo de La Coruña, el club on més partits ha dirigit. Després de baixar a segona amb el Deportivo i quedar-se sense equip durant uns mesos, el Vila-real CF va contractar-lo a la jornada 28 per evitar el descens de l'equip groguet. No ho va aconseguir, segellant així un altre descens a segona. Va ser, de moment, la seva última experiència a Espanya. Després d'això ha entrenat equips de Xipre, Qatar i el Japó.

## Trajectòria esportiva

### Com a jugador
Nascut al poble biscaí de Meñaka, allà hi va passar la seva infància. Va començar jugant al Guernica, a la Tercera Divisió, per passar al CD Logroñés, on va ascendir de Segona divisió B a Primera divisió.

### Com a entrenador
L'entrenador basc porta més de 20 anys entrenant equips de futbol de totes les categories. Va saltar a la primera plana quan dirigia el CD Numància, que llavors militava a Segona B, després que en la temporada 1995-96 tingués una increïble ratxa eliminant tres equips de Primera (Reial Societat, Racing i Sporting) i després d'estar a punt d'eliminar també el FC Barcelona.
Aquesta ratxa va fer incrementar el seu prestigi com a entrenador, de manera que el Logroñés el va contractar per donar-li l'oportunitat de debutar com a entrenador de Primera divisió en la campanya 1996-97. Més tard aniria al CD Badajoz (1997-98), una altra vegada Numància (1998-99), amb el qual va aconseguir l'ascens a Primera, després Osasuna, equip que també va portar a primera divisió, (1999-2002), Celta, equip que va portar a la Champions, (deixant-lo en llocs de descens quan va ser destiuït) (2002-2004) i Espanyol amb el qual va aconseguir la Copa del Rei, en la mateixa temporada en què es va salvar el club amb un gol en l'últim minut (2004-06).
No tan reeixida va ser la seva temporada a la Reial Societat (2006-07) club on va arribar ja iniciada la temporada i amb l'equip que abans havia entrenat José Mari Bakero en una lamentable situació, Lotina va tractar de reconduir la situació però excepte Sávio, la resta de fitxatges realitzats a l'hivern va ser un autèntic fracàs (Herrera, Víctor López i Jesuli), a més a Sant Sebastià no van arribar mai a entendre els seus plantejaments altament conservadors deguts a la gran necessitat de punts que tenia l'equip, la qual cosa unit al primer descens realista en 40 anys va provocar la sortida per la porta del darrere de l'entrenador.
Després de deixar la Reial Societat fitxà pel Real Club Deportivo de La Coruña, club que entrena actualment. En la seva primera temporada aconseguí fer una gran segona volta i classificà l'equip per jugar la Copa Intertoto, competició en la qual es proclamaria campió, aconseguint una plaça per a la Copa de la UEFA l'any següent.
Tot i que els resultats obtinguts no són dolents, la seva continuïtat al club sembla complicada a causa de discrepàncies amb alguns sectors de l'afició causa de les seves, de vegades incomprensibles alineacions canviant jugadors de posició sense motiu aparent, unit a la manca d'actitud i ambició mostrada per l'equip.

## Palmarès
- 1 Copa del Rei amb el RCD Espanyol: 2005-06
- 1 Copa Intertoto amb el Deportivo de La Coruña: 2008